# Esdipatilia indica
Esdipatilia indica är en svampart som beskrevs av Phadke 1981. Esdipatilia indica ingår i släktet Esdipatilia, divisionen sporsäcksvampar och riket svampar.   Inga underarter finns listade i Catalogue of Life.